# ロニートとエスティ 彼女たちの選択
『ロニートとエスティ 彼女たちの選択』（ロニートとエスティ かのじょたちのせんたく、原題：Disobedience）は、2017年に公開されたアイルランド・アメリカ合衆国・イギリスのドラマ映画。監督はセバスティアン・レリオ、主演はレイチェル・ワイズとレイチェル・マクアダムスが務めた。本作はナオミ・アルダーマンが2006年に上梓した自伝的小説『Disobedience』を原作とし、厳格なユダヤ・コミュニティーのもとで生まれ育ち、神のおきてに背いて恋に落ちた2人の女性の再会と苦悩を描いている。
2017年9月のトロント国際映画祭で上映され、2018年にアメリカやイギリスで公開。2020年に日本でも公開された。

## ストーリー
敬虔なユダヤ教徒の家に生まれ育ったロニートは、その伝統的な生活と保守的な価値観に溶け込むことができず、長らく故郷を離れていた。そんなある日、彼女のもとに父親が亡くなったとの知らせが入る。不本意ではあったが、ロニートは生まれ故郷に戻らざるを得なくなる。
帰郷したロニートは旧友のエスティと再会する。2人の関係は旧友というよりも元恋人に近いものだったが、ユダヤ・コミュニティーではそれを公にすることはできなかった。エスティはすでに別の男性（ドヴィッド）と結婚していたが、燃え上がる恋の炎を押さえ込むことができない。ロニートとエスティは信仰と愛の間で葛藤するが、やがてそれは2人だけの問題に留まらなくなっていく。2人の関係が知れ渡った結果、宗教共同体の価値観が根底から揺さぶられるような事態に発展する。

## キャスト
※括弧内は日本語吹替声優。
- ロニート・クルシュカ: レイチェル・ワイズ（湯屋敦子） - ユダヤ教指導者の父を持つ女性。
- エスティ・クパーマン: レイチェル・マクアダムス（佐古真弓）
- ドヴィッド・クパーマン: アレッサンドロ・ニヴォラ（小森創介）
  - 幼少期: バーナード・サントス、ジョナサン・シャイ
- クルシュカ: アントン・レッサー（中博史）
- フルマ: バーニス・ステジャース（英語版）
- モーシェ: アラン・コーデュナー（英語版）（ボルケーノ太田）
- ゴールドファーブ: ニコラス・ウーデソン（英語版）
- ゴールドファーブ夫人: リザ・サドヴィー（英語版）
- ヒンダ: クララ・フランシス
- レヴ: マーク・ストッバート
- ハンナ・シャピロ: キャロライン・グルーバー
- リヴカ: アレクシス・ジーガーマン（英語版）

## 製作
2016年9月29日、ナオミ・アルダーマンの小説『Disobedience』がレイチェル・ワイズ主演で映画化されるとの報道があった。その際、監督にセバスティアン・レリオが起用されるとも報じられた。10月4日、レイチェル・マクアダムスがキャスト入りした。12月7日、アレッサンドロ・ニヴォラが本作に出演することになったと報じられた。
2017年1月3日、本作の主要撮影が開始。ロケ地にはロンドンやクリックルウッド、ヘンドンが選ばれた。

## 公開・興行収入
2017年5月23日、カーゾン・アーティフィッシャル・アイが本作の全英配給権を購入したと報じられた。9月10日、本作は第42回トロント国際映画祭でプレミアを迎えた。27日、ブリーカー・ストリートが本作の全米配給権を獲得したと発表した。2018年4月24日、本作はトライベッカ映画祭で上映された。
2018年4月27日、本作は全米5館で限定公開され、公開初週末に23万7393万ドルを稼ぎ出し（1館当たり4万7479ドル）、週末興行収入ランキング初登場19位となった。本作の興行的成功は同性愛を題材にした映画にも十分な需要があることの証明として受け取られた。

## 評価
本作は批評家から絶賛されている。映画批評集積サイトのRotten Tomatoesには60件のレビューがあり、批評家支持率は88%、平均点は10点満点で7.6点となっている。サイト側による批評家の見解の要約は「『ロニートとエスティ 彼女たちの選択』は思考を喚起する様々なテーマを掘り下げている。その試みはレイチェル・ワイズ、レイチェル・マクアダムス、アレッサンドロ・ニヴォラの名演によって支えられている。」となっている。また、Metacriticには27件のレビューがあり、加重平均値は74/100となっている。
第21回英国インディペンデント映画賞では作品賞に加えてワイズが主演女優賞、マクアダムスが助演女優賞にノミネートされ、ニヴォラは助演男優賞を受賞したほか、レリオとレンキェヴィチは脚本賞にもノミネートされた。ワイズは制作として携わったため作品賞、主演女優賞、また『女王陛下のお気に入り』での好演に対して助演女優賞と計3部門でノミネートされた。